# Hey mal yo
"Hey mal yo" is een nummer van de Kaapverdische zanger Johnny Rodrigues, uitgebracht onder de naam Johnny & Orquesta Rodrigues. Het is een directe kopie van "O Malhão", in 1973 opgenomen door de Braziliaanse zanger Roberto Leal. Het verscheen in 1975 op Hey mal yo, het enige album van Rodrigues. In maart van dat jaar werd het uitgebracht als zijn debuutsingle.

## Achtergrond
"Hey mal yo" is, volgens de singlehoes, een traditioneel liedje dat eveneens wordt toegeschreven aan Johnny Rodrigues, en is geproduceerd door Peter Tetteroo, de zanger van Tee Set. Rodrigues zou enige tijd als diskjockey in de discotheek Ma Belle Amie zijn geweest. Tetteroo was de eigenaar van deze discotheek en hoorde het zangtalent van Rodrigues, waarop hij met Tee Set een single met hem zou willen opnemen. Dit was een cover van "O Malhão" van de Braziliaanse zanger Roberto Leal, oorspronkelijk opgenomen in 1973.
"Hey mal yo" werd een grote hit. Het bereikte de nummer 1-positie in de Nederlandse Top 40, de Nationale Hitparade en een voorloper van de Vlaamse Ultratop 50. Ook kwam het in een voorloper van de Waalse Ultratop 50 tot de veertiende plaats en werd in Duitsland plaats 36 gehaald.

### Kopie?
Terwijl Hey mal yo in de hitlijsten stond, ontstond er twijfel over de oorsprong van het nummer, en zelfs over de vraag of Johnny het liedje wel zelf had gezongen. Volgens het Vrije Volk van 26 april 1975 was Johnny's uitvoering een exacte kopie van de versie van Roberto Leal. De krant vroeg zich zelfs af of het niet dezelfde opname was die in Nederland onder de naam van Johnny Rodrigues was uitgebracht, maar dus met zang van Leal. Volgens Theo Cuppens, manager van Rodrigues, was er weliswaar sprake van een noot-voor-noot-nagespeelde coverversie, maar dat het toch echt de stem van Rodrigues was die op de plaat was te horen. "Die Portugezen zingen allemaal met kopstem, daarom lijken die stemmen zo op elkaar," zei hij in het Vrije Volk.
In de serie Delftse Toeren van Jimmy Tigges in het AD werd jaren later door Hans van Vuuren, archivaris van de Tee Set, op deze geruchten gereageerd. Volgens hem heeft Tee Set destijds de uitvoering van Leal opnieuw ingespeeld. "Het zijn de Tee-Set muzikanten die de instrumenten bespelen, dat hoor je. Het kan ook niet zo zuiver en dynamisch klinken als het in die tijd van vinyl gekopieerd zou zijn. Daar bestond in 1974 de apparatuur niet voor." Volgens hem waren de zangeressen in het achtergrondkoortje onder meer Patricia Paay en Anita Meyer. 
Leo Blokhuis bracht in 2019 in Top 2000 A Gogo het verhaal opnieuw onder de aandacht dat het de originele opname van Roberto Leal moet zijn geweest die in Nederland onder de naam van Rodrigues werd uitgebracht. Muziekuitgever Willem van Kooten, die Johnny's versie destijds had uitgegeven, zou toegegeven hebben dat hij de versie van Leal inderdaad had uitgebracht maar (kennelijk illegaal) met de naam van Rodrigues als uitvoerende. Leal zelf had er in zijn biografie As Minhas Montanas uit 2012 al over geschreven. Hij had de versie van Johnny Rodrigues via-via in handen gekregen en ook hij beweerde dat het zijn opname was die hij hoorde.

## Hitnoteringen

### Nederlandse Top 40
| Hitnotering: 08-03-1975 t/m 24-05-1975 | Hitnotering: 08-03-1975 t/m 24-05-1975 | Hitnotering: 08-03-1975 t/m 24-05-1975 | Hitnotering: 08-03-1975 t/m 24-05-1975 | Hitnotering: 08-03-1975 t/m 24-05-1975 | Hitnotering: 08-03-1975 t/m 24-05-1975 | Hitnotering: 08-03-1975 t/m 24-05-1975 | Hitnotering: 08-03-1975 t/m 24-05-1975 | Hitnotering: 08-03-1975 t/m 24-05-1975 | Hitnotering: 08-03-1975 t/m 24-05-1975 | Hitnotering: 08-03-1975 t/m 24-05-1975 | Hitnotering: 08-03-1975 t/m 24-05-1975 | Hitnotering: 08-03-1975 t/m 24-05-1975 | Hitnotering: 08-03-1975 t/m 24-05-1975 |
| Week                                   | 1                                      | 2                                      | 3                                      | 4                                      | 5                                      | 6                                      | 7                                      | 8                                      | 9                                      | 10                                     | 11                                     | 12                                     |                                        |
| -------------------------------------- | -------------------------------------- | -------------------------------------- | -------------------------------------- | -------------------------------------- | -------------------------------------- | -------------------------------------- | -------------------------------------- | -------------------------------------- | -------------------------------------- | -------------------------------------- | -------------------------------------- | -------------------------------------- | -------------------------------------- |
| Nummer                                 | 26                                     | 10                                     | 4                                      | 2                                      | 1                                      | 1                                      | 2                                      | 3                                      | 5                                      | 10                                     | 14                                     | 23                                     | uit                                    |

### Nationale Hitparade
| Hitnotering: 15-03-1975 t/m 24-05-1975 | Hitnotering: 15-03-1975 t/m 24-05-1975 | Hitnotering: 15-03-1975 t/m 24-05-1975 | Hitnotering: 15-03-1975 t/m 24-05-1975 | Hitnotering: 15-03-1975 t/m 24-05-1975 | Hitnotering: 15-03-1975 t/m 24-05-1975 | Hitnotering: 15-03-1975 t/m 24-05-1975 | Hitnotering: 15-03-1975 t/m 24-05-1975 | Hitnotering: 15-03-1975 t/m 24-05-1975 | Hitnotering: 15-03-1975 t/m 24-05-1975 | Hitnotering: 15-03-1975 t/m 24-05-1975 | Hitnotering: 15-03-1975 t/m 24-05-1975 | Hitnotering: 15-03-1975 t/m 24-05-1975 |
| Week                                   | 1                                      | 2                                      | 3                                      | 4                                      | 5                                      | 6                                      | 7                                      | 8                                      | 9                                      | 10                                     | 11                                     |                                        |
| -------------------------------------- | -------------------------------------- | -------------------------------------- | -------------------------------------- | -------------------------------------- | -------------------------------------- | -------------------------------------- | -------------------------------------- | -------------------------------------- | -------------------------------------- | -------------------------------------- | -------------------------------------- | -------------------------------------- |
| Nummer                                 | 10                                     | 3                                      | 1                                      | 1                                      | 1                                      | 2                                      | 3                                      | 6                                      | 13                                     | 21                                     | 27                                     | uit                                    |

### NPO Radio 2 Top 2000
| Nummer met noteringen in de NPO Radio 2 Top 2000 | '01  | '02-'03 | '04 |
| ------------------------------------------------ | ---- | ------- | --- |
| Hey mal yo                                       | 1998 | -       | 883 |

1. ↑  Een '-' betekent dat het nummer niet was genoteerd en een vetgedrukt getal geeft de hoogste notering aan.
2. ↑  2001 was het eerste jaar met een notering voor dit nummer.
3. ↑  Deze tabel is bijgewerkt tot en met de laatste editie (2024).